# Cyclosurus
Cyclosurus là một chi ốc hô hấp trên cạn cỡ nhỏ có nắp, là động vật thân mềm chân bụng có phổi sống trên cạn thuộc họ Cyclophoridae.

## Các loài
Các loài thuộc chi Cyclosurus bao gồm:
- Cyclosurus mariei